# Лули, Мохаммед Махмуд ульд Ахмед
Моха́ммед Махму́д ульд А́хмед Лу́ли, (фр. Mohamed Mahmoud Ould Ahmed Louly, араб. محمد محمود ولد أحمد لولي‎; 1 января 1943, Тиджикжа, Французская Западная Африка — 16 марта 2019) — мавританский военный и политический деятель, глава государства (председатель Военного комитета национального спасения) в 1979—1980 годах.

## Биография
Родился в центральной части Мавритании в семье зажиточного торговца. Учился во французских военных училищах (Сен-Сир и Высшая школа интендантства). С ноября 1960 года — во вновь образованной мавританской армии. Занимался вопросами интендантской службы и финансов. К 1978 году был заместителем начальника военно-финансового управления.
После свержения правительства Моктара ульд Дадды в 1978 году вошёл в состав Военного Комитета национального возрождения (ВКНВ), отвечая за вопросы расследования злоупотреблений и контроля. 16 января 1979 года вошёл в постоянный секретариат ВКНВ и вскоре был назначен министром по вопросам госслужбы, высшего и профессионального образования.
После переворота 6 апреля 1979 года, организованного вместе с подполковниками А. Бусейфом и М. Х. Хейдаллой вошёл в состав Военного комитета национального спасения (ВКНС), созданного вместо ВКНВ (из состава ВКНС были выведены все гражданские лица) и занял пост министра общей занятости.
 Произведён в чин полковника.
После гибели 27 мая в авиакатастрофе А. Бусейфа и последовавших перестановок в руководстве страны 3 июня стал председателем ВКНС.
Основной проблемой оставалась западносахарская, поэтому с целью её решения в июле 1979 года М. Лули заявил об окончательном отказе Мавритании от притязаний на территорию Западной Сахары, что привело к резкому охлаждению отношений с Марокко, вскоре перешедшее в вооружённые столкновения. 21 августа от имени Мавритании денонсировал договор о совместной обороне с Марокко и подписал соглашение с Фронтом ПОЛИСАРИО. К декабрю 1979 года с территории Мавритании был выведен контингент марокканских войск (9 тыс. человек).
4 января 1980 года был свергнут полковником ульд Хейдаллой.
С тех пор жил в отрыве от политической и общественной сфер. Всегда считался честным, религиозным и сдержанным человеком.
Скончался 16 марта 2019 года от рака.